# Decena Trágica
1. Phase: Sturz des Díaz-Regimes (1910–1911)

Ciudad Guerrero – Casas Grandes – Agua Prieta I – Ciudad Juárez I – Torreón I – Cuautla I
2. Phase: Präsidentschaft Maderos (1911–1913)

Vázquista-Revolte – Orozco-Revolte – Morelos-Feldzug I – Decena Trágica
3. Phase: Revolte gegen das Regime Huertas und Intervention der USA (1913–1914)

San Andrés – Torreón II – Sinaloa – Ciudad Chihuahua I – Culiacán – Ciudad Juárez II – Tierra Blanca – Ojinaga – Cuautla II – Torreón III – Acaponeta – Tepic – Paredón – San Pedro – Veracruz – Tampico – Zacatecas – Orendaín
4. Phase: Bürgerkrieg zwischen Konventionisten und Konstitutionalisten (1914–1915)

Naco – Ramos Arizpe – Guadalajara – Blanca Flor – Halacho – Matamoros – El Ébano – Celaya – León–Trinidad – Aguascalientes – Agua Prieta II – Hermosillo
5. Phase: Herrschaft Carranzas und erneute Intervention der USA (1916–1920)

Columbus – Morelos-Feldzug II – Mexikanische Expedition – Ciudad Chihuahua II – Ciudad Chihuahua III – Horcasitas – Zapatas Offensive – Torreón IV – Estación Reforma – Rosario – González’ Offensive – Ciudad Juárez III
6. Phase: Wiederherstellung der Zentralgewalt und Herrschaft der Sonorenser (1920–1934)

Baja-California-Feldzug – De-la-Huerta-Revolte – Cristero-Aufstand – Yaqui-Krieg – Gómez–Serrano-Revolte – Escobar-Rebellion

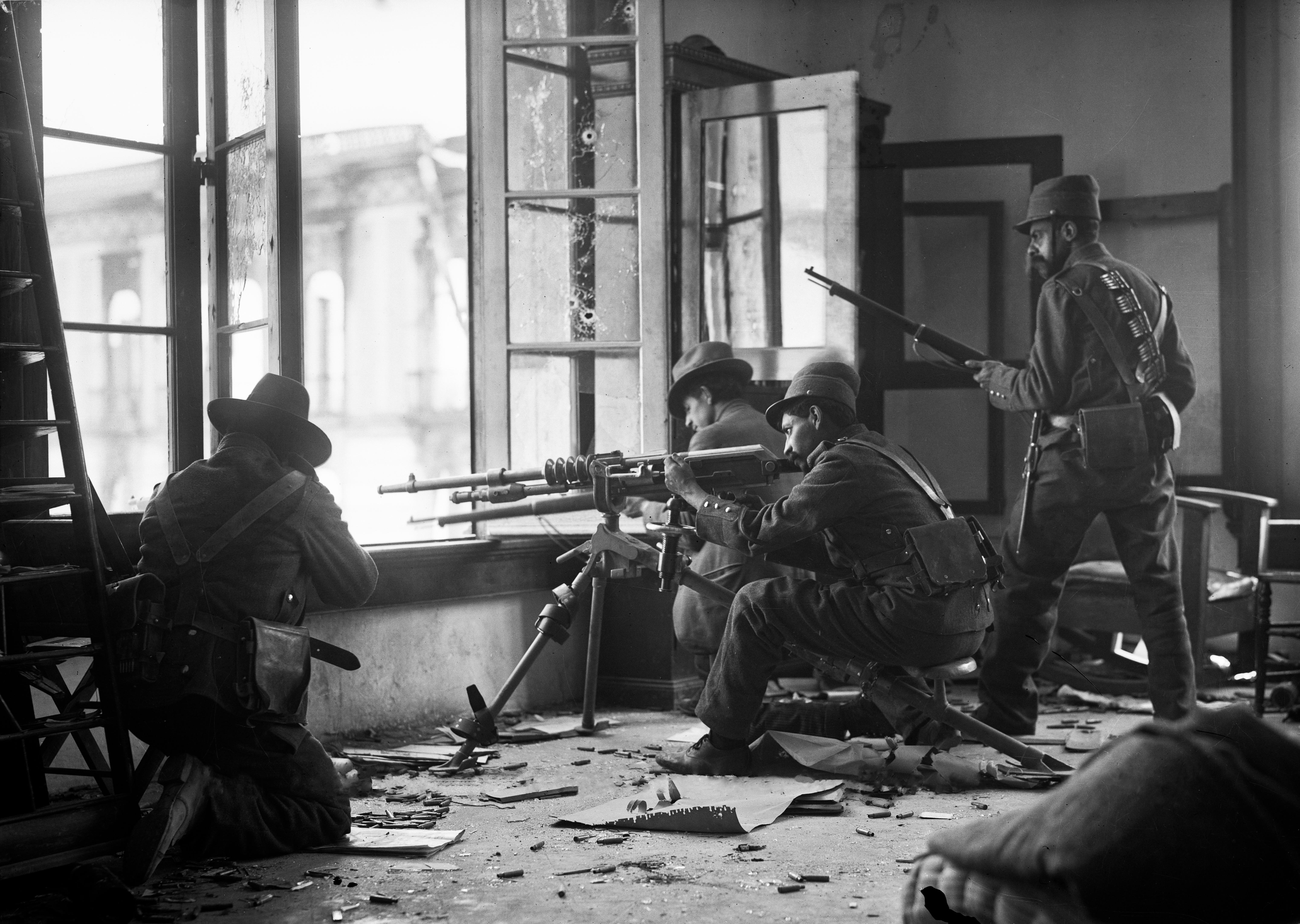
Soldaten während der Decena trágica

Die Decena trágica („Die 10 tragischen Tage“) bezeichnet eine Reihe von Ereignissen, die in der Zeit vom 9. bis zum 19. Februar 1913 im Rahmen der mexikanischen Revolution in der Stadt Mexiko stattfanden. Sie gipfelten in der Entmachtung und anschließenden Ermordung des Präsidenten Francisco Madero und seines Vizepräsidenten, José María Pino Suárez.

## Ausgangslage
Der langjährige Präsident General Porfirio Díaz hatte sich im Mai 1911 ins Exil nach Europa abgesetzt. Nach Übernahme des Präsidentenamtes durch Francisco I. Madero unterhielt dieser auch weiterhin Kontakte zu Anhängern des gestürzten Präsidenten. Er wollte so die wirtschaftliche und soziale Stabilität aufrechterhalten und ausländische Investoren nicht abschrecken. Desgleichen stützte er sich weiterhin auf die Verwaltung und die Armee des Porfirats. Dadurch verlor er die Unterstützung einiger Revolutionäre, wie Emiliano Zapata, die den Eindruck hatten, Madero identifiziere sich nicht ausreichend mit den armen Bevölkerungsgruppen.

## Ablauf
Der Aufstand gegen die Regierung Madero begann in der Stadt Mexiko, als eine Gruppe Bewaffneter, darunter Kadetten der Militärschule unter dem Kommando von General Manuel Mondragón, die beiden inhaftierten Generale Bernardo Reyes und Félix Díaz, befreite. Er war von den Kreisen getragen, die die alten Herrschaftsverhältnisse wieder herbeisehnten. Die Rebellen griffen einige Regierungsgebäude, darunter den Nationalpalast an und riefen den Ausnahmezustand aus. Zwar scheiterte die Besetzung des Nationalpalastes, aber die Putschisten konnten sich im Munitionslager der Armee, La Ciudadela, verschanzen. Madero ernannte General Victoriano Huerta zum Kommandeur der Regierungstruppen in der Hauptstadt und beauftragte ihn mit der Niederschlagung des Aufstands.
Es folgte ein zehntägiger Straßenkampf, dem Schätzungen zufolge über 5000 Menschen, darunter zahlreiche unbeteiligte Zivilisten, zum Opfer fielen.
Der zunächst gegenüber Madero loyale Oberkommandierende General Huerta wechselte die Seite und übernahm am 19. Februar die Macht. In die Pläne der Putschisten waren mit einiger Sicherheit auch ausländische Kräfte, allen voran der US-amerikanische Botschafter Henry L. Wilson, eingeweiht. Völlig eigenmächtig hatte er den Aufrührern zugesichert, dass ihre Pläne auf das Wohlwollen der US-Regierung stoßen würden. Wie sich aber rasch zeigte, war das nicht der Fall und die US-Regierung weigerte sich strikt, Huertas Regime anzuerkennen. 
Der Putsch endete mit der illegitimen Machtübernahme durch General Huerta und der Gefangennahme und Ermordung von Präsident Madero und des Vizepräsidenten José María Pino Suárez. Diese Bluttaten riefen im ganzen Land Entsetzen und Empörung hervor und führten zur Bildung einer von nahezu allen sozialen Gruppen getragenen Widerstandsbewegung gegen Huerta. Die Mexikanische Revolution trat damit in eine neue und überaus blutige Phase, die nun fast das gesamte Land ergriff.